# Sour (cocktail)
Pour les articles homonymes, voir Sour (homonymie).
Un sour est un cocktail alcoolisé composé d'un spiritueux, de jus de citron et de sucre. Il représente la forme originale de tout un genre de cocktails, qui reposent tous sur le principe de base suivant : alcool, édulcorant et jus d'agrumes acidulé. Lorsque le spiritueux est une liqueur, on omet le sucre ou du moins on en réduit la quantité. Les sours les plus connus, qui portent également la désignation générique dans leur nom, sont le whiskey sour, le pisco sour et l'amaretto sour.